# Austin Clarke
Austin Clarke (ur. 26 lipca 1934 w Saint James, zm. 26 czerwca 2016 w Toronto) – kanadyjski pisarz pochodzenia barbadoskiego.
W 1955 wyemigrował do Kanady. Ukończył studia na Uniwersytecie Torontońskim. Otrzymał nagrody: Rogers Writers' Trust Fiction Prize za powieść The Origin of Waves (1997), Giller Prize i Commonwealth Writers Prize za The Polished Hoe oraz nominację do Governor General's Award za The Question (2000). W 1998 został odznaczony Orderem Kanady.

## Dzieła
- The Survivors of the Crossing (1964)
- Amongst Thistles and Thorns (1965)
- The Meeting Point (1967)
- Storm of Fortune (1973)
- The Bigger Light (1975)
- The Prime Minister (1977)
- Proud Empires (1988)
- The Origin of Waves (1997)
- The Question (1999)
- The Polished Hoe (2002)
- More (2008)
- When He Was Free and Young and He Used to Wear Silks (1971)
- When Women Rule (1985)
- Nine Men Who Laughed (1986)
- In This City (1992)
- There Are No Elders (1993)
- Choosing His Coffin (2003)
- Growing Up Stupid Under the Union Jack (1980)
- Public Enemies: Police Violence and Black Youth (1992)
- A Passage Back Home: A Personal Reminiscence of Samuel Selvon (1994)
- Pigtails 'n' Breadfruit (1999)